# Denkmal memphitischer Theologie
Beim Denkmal memphitischer Theologie (auch Schabaka-Stein) handelt es sich um eine schwarze Platte aus grüner Brekzie mit einer altägyptischen Inschrift, die sich heute im British Museum befindet, wo sie unter der Inventarnummer EA 498 geführt wird. Nach eigenen Angaben fand der kuschitische Pharao Schabaka im Ptah-Tempel von Memphis einen wurmzerfressenen Papyrus, dessen Inhalt er auf die Platte meißeln ließ, damit er für die Ewigkeit bestehe. Die Inschrift ist die wichtigste Quelle der memphitischen Theologie, den in Memphis entwickelten Schöpfungsmythos der ägyptischen Mythologie. Im Zentrum dieser Schöpfungsgeschichte steht der Gott Ptah, der die Welt mittels Herz und Zunge (das heißt Erkenntnis und Sprache) schuf. Sie ist die früheste bekannte Theologie, die auf dem Prinzip des Logos beruht, der Schöpfung durch das Wort und die Rede und erinnert damit an den Beginn des Johannesevangeliums. Weiterhin thematisiert die Inschrift den Mythos von Horus und Seth, der als mythische Darstellung der Reichseinigung Ägyptens angesehen wird.
Der Text bereitet der Forschung noch immer große Probleme. Durch die Wiederverwendung als Säulenfundament oder Mühlenstein wurde der Mittelteil der Inschrift abgerieben und ist nicht mehr lesbar. Die Datierung des Urtextes, von dem Schabaka die Inschrift kopieren ließ, schwankt um über 2000 Jahre. Frühe Bearbeiter gingen von einer Entstehungszeit im Alten Reich oder noch früher aus, in jüngerer Zeit wird eher von der Ramessidenzeit oder dem Beginn der dritten Zwischenzeit ausgegangen. Nach anderer Auffassung handelt es sich um eine Schöpfung von Schabaka selbst, der Fundbericht des wurmzerfressenen Papyrus ist demnach eine Auffindungs-Legende mit der Absicht, dem Inhalt als „Werk der Vorfahren“ größeres Gewicht zu verleihen.

## Herkunft und Beschreibung
Die Inschrift ist auf einem rechteckigen, 92 × 137,5 cm großen Block aus schwarzem Hartgestein eingemeißelt. Häufig wird das Gestein als Granit, manchmal auch als Basalt bezeichnet. Auf Anfragen beim British Museum erhielt Benedikt Rothöhler die Antwort, dass es sich um ein konglomerat-artiges Gestein handelt, das üblicherweise mineralogisch als „Grüne Brekzie“ bezeichnet wird und im Wadi Hammamat abgebaut wurde. Dort ist auch tatsächlich eine Steinbruchexpedition unter Schabaka aus dem 12. Regierungsjahr belegt.
Die genaue Herkunft ist unbekannt, möglicherweise stammt der Block aus dem Tempel des Ptah in Memphis. 1805 schenkte ihn George John 2nd Earl of Spencer dem British Museum, wo er unter der Inventarnummer EA 498 geführt wird. Der Earl of Spencer brachte den Schabaka-Stein zusammen mit weiteren flachen und gewichtigen Objekten aus Alexandria mit, die als Ballast auf die Schiffe gebracht wurden – zum Zweck der ruhigen Seefahrt und nicht als Antiquität. El Hawary vermutet, dass diese Denkmäler bereits in der Antike aus Memphis oder Heliopolis nach Alexandria transportiert wurden.
Die Inschrift besteht aus zwei horizontalen Zeilen und darunter 62 vertikalen Kolumnen. Bei der späteren Wiederverwendung wurde im Mittelteil eine rechteckige Vertiefung eingearbeitet und der umliegende Teil stark abgerieben und ist somit von Kolumne 24 bis 47 bis auf vereinzelte Zeichenreste nicht mehr lesbar. Diese Benutzungsspuren wurden lange der Verwendung als Mühlstein zugerechnet, El Hawari geht dagegen davon aus, dass der Stein später als Fundament einer Säule oder eines Pfeilers genutzt wurde.
Der inhaltliche Zusammenhang zwischen dem linken und rechten Teil bleibt damit trotz partieller Berührungspunkte unklar. Weitere Zerstörungen sind die Tilgungen des Geburtsnamens Schabakas und des Namens des Gottes Seth, die Psammetich II. bereits im Alten Ägypten durchführen ließ.

## Datierung

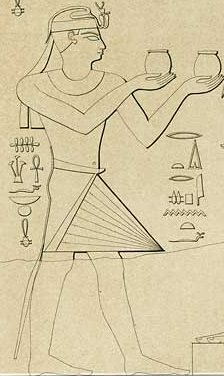
Der kuschitische Pharao Schabaka, der die Inschrift angeblich von einem wurmzerfressenen Papyrus kopieren ließ.

Der Kolophon präsentiert die Inschrift als eine neu angelegte Abschrift eines von Würmern zerfressenen Papyrus, den Schabaka im Ptah-Tempel in Memphis fand:

„Seine Majestät (Schabaka) schrieb diesen Text aus dem Tempel seines Vaters Ptah-südlich-seiner-Mauer neu ab. Und zwar hatte Seine Majestät ihn als Werk der Vorfahren und von Würmern zerfressen vorgefunden, und weil man ihn von Anfang bis Ende nicht mehr verstand, schrieb [Seine Majestät (o.ä.) ihn] von neuem und noch besser als zuvor ab, damit sein Name verewigt werde und seine Denkmäler im Tempel seines Vaters Ptah-südlich-seiner-Mauer so lange wie die Ewigkeit bestehen. Gemacht vom Sohn des Re [Schabaka] für seinen Vater Ptah-Tatenen – möge er handeln, indem ihm ewiges Leben geschenkt ist.“

Die Datierung der Kopie in die Zeit Schabakas ist unbestritten, jene des Textes, den Schabaka als „Werk der Vorfahren“ bezeichnete, ist bis heute heftig umstritten. James H. Breasted vermutete die Entstehungszeit im Neuen Reich oder kurz davor. Für Adolf Erman ist der Text zu einer Zeit entstanden, als Memphis im Alten Reich zur Hauptstadt wurde. Noch früher datierte ihn Kurt Sethe, nämlich in die 1. Dynastie, wobei gewisse Teile noch in der vorgeschichtlichen Zeit entstanden sein sollten. Lange Zeit hielt man an dieser Datierung fest und das Denkmal memphitischer Theologie wurde dadurch als Quelle für Religion, Literatur und Geistesleben des Alten Reiches herangezogen. Die Frühdatierung wurde vor allem aus sprachlichen und inhaltlichen Argumenten vorgenommen, unübersehbare Merkmale später Sprache wurde dem kuschitischen Kopisten angelastet.
Einen ganz anderen Datierungsansatz nahm Friedrich Junge 1973 vor. Er hält den Text für eine originäre Schöpfung der 25. Dynastie, indem er in der Sprache archaisierende Tendenzen erkennt, die sich nicht wesentlich von neo-mittelägyptischen Texten der 25. und 26. Dynastie unterscheiden. Die sprachlichen Elemente, die als Kriterien für ein hohes Alter herangezogen wurden, sind seiner Meinung nach bezeichnend für archaisierende Tendenzen oder Einflüsse des Neuägyptischen, was typisch für den Archaismus der Spätzeit ist. Der Fundbericht des wurmzerfressenen Papyrus ist demnach eine Auffindungslegende mit der Absicht, dem Inhalt als „Werk der Vorfahren“ größeres Gewicht zu verleihen. Junges These hatte sich in der Folge im Großen und Ganzen als Lehrmeinung durchgesetzt, wenn auch H. A. Schlögel und Jan Assmann eine mögliche Entstehung in der Ramessidenzeit vorschlugen.
Benedikt Rothöhler kam zum Schluss, dass eine Datierung aufgrund inhaltlicher und sprachlicher Argumente letzten Endes nicht möglich ist. Gerade für religiöse Texte war es im Alten Ägypten keineswegs die Regel, dass sie zu einem bestimmten Zeitpunkt von einem Autor verfasst wurden, sondern dass sie sich über einen längeren Zeitraum hinweg „entwickelten“, bis eine deutlich eigenständiger Text entstand. Außerdem wurden die Texte häufig aus Elementen älterer Texte zusammengestellt, wodurch sie häufig in der Sprache eher auf diese Ursprünge verwiesen, als auf die Endredaktion. So lassen sich die archaischen beziehungsweise archaisierenden Ausdrücke als Versuch eines spätzeitlichen Autors auffassen, einen Text in einem älteren Ägyptisch zu verfassen, oder aber als Versuch eines spätzeitlichen Kopisten, einen schwer verständlichen altägyptischen Text wiederzugeben. Damit ist eine genaue Datierung des „Urtextes“ nicht möglich. Am wahrscheinlichsten hält er eine Entstehungszeit gegen Ende der dritten Zwischenzeit (23. oder 24. Dynastie), also vielleicht etwas mehr als 50 Jahre vor der Kopie durch Schabaka.

## Leserichtung
Die Hieroglyphen der Inschrift blicken nach rechts, was normalerweise eine Leserichtung von rechts nach links impliziert, wie es allgemein üblich ist. Demnach müsste die Inschrift mit der Kolumne ganz rechts beginnen. Allerdings ist die Leserichtung umstritten. James H. Breasted und die nachfolgenden Bearbeiter gingen mehrheitlich von einer retrograden (rechtsläufigen) Leserichtung aus, wonach der Text auf der linken Seite der horizontalen Kolumnen beginnt. Die Hieroglyphen blicken nach dieser Lesung zum Textende hin, wie man es unter anderem von den Totenbuchpapyri her kennt. Darüber hinaus sind retrograde Texte aus dem Alten Ägypten aber selten. Breasteds Annahme von einer retrograden Lesung beruht darauf, dass an einigen Stellen eindeutig eine Wortgruppe vom Ende einer Kolumne am Anfang der rechts benachbarten Kolumne fortfährt.
Für Benedikt Rothöhler sprechen verschiedene Hinweise gegen eine retrograde Lesung. Er geht davon aus, dass die „verschobenen Kolumnenenden“ auf einen antiken Abschreibfehler zurückgehen. Der Kopist hat demnach den Text bei der Abschrift von einem Original mit längeren Kolumnen auf die Abschrift mit kürzeren Kolumnen von links nach rechts fließend umbrochen: „Dass die Schreiber häufig „automatisch“ und ohne den Inhalt näher zu erfassen arbeiteten, und dass daher die "verschobenen Kolumnen-Enden" nicht zwingend mit der Leserichtung des Originals übereinstimmen müssen, lässt sich durch viele eindeutige Beispiele [...] belegen.“
Auch inhaltliche Probleme und die Untersuchung der spätägyptischen Schöpfungsvorstellungen haben für ihn gezeigt, dass verschiedene Hinweise gegen eine retrograde Lesung sprechen. Die nicht-retrograde Lesung ist demnach einfacher, mit weniger Voraussetzungen behaftet und inhaltlich plausibler. Trotz dieser Hinweise hält Jan Assmann an der retrograden Lesung (von links nach rechts) fest.

## Inhalt

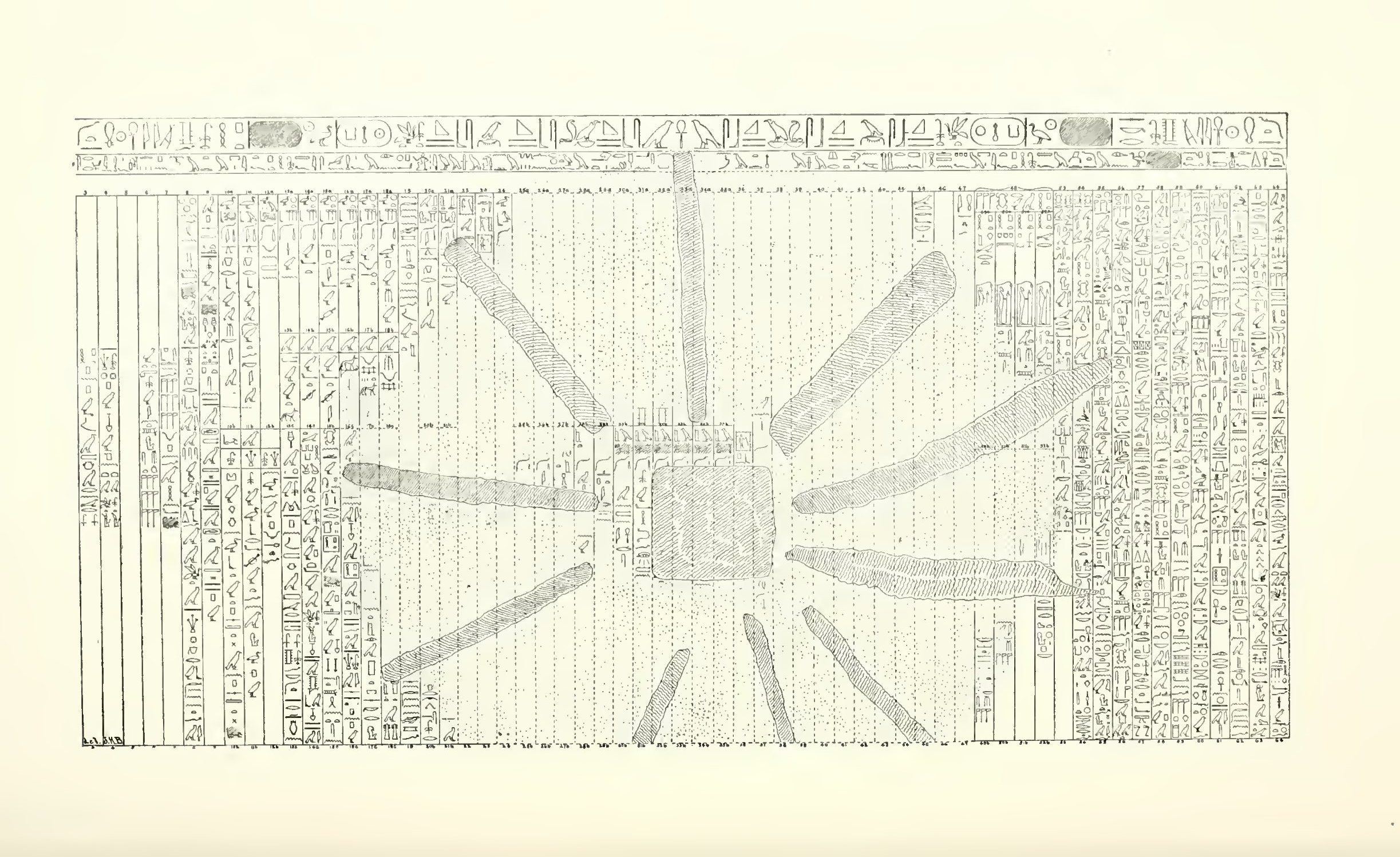
Der Schabaka-Stein in epigraphischer Abschrift von Breasted

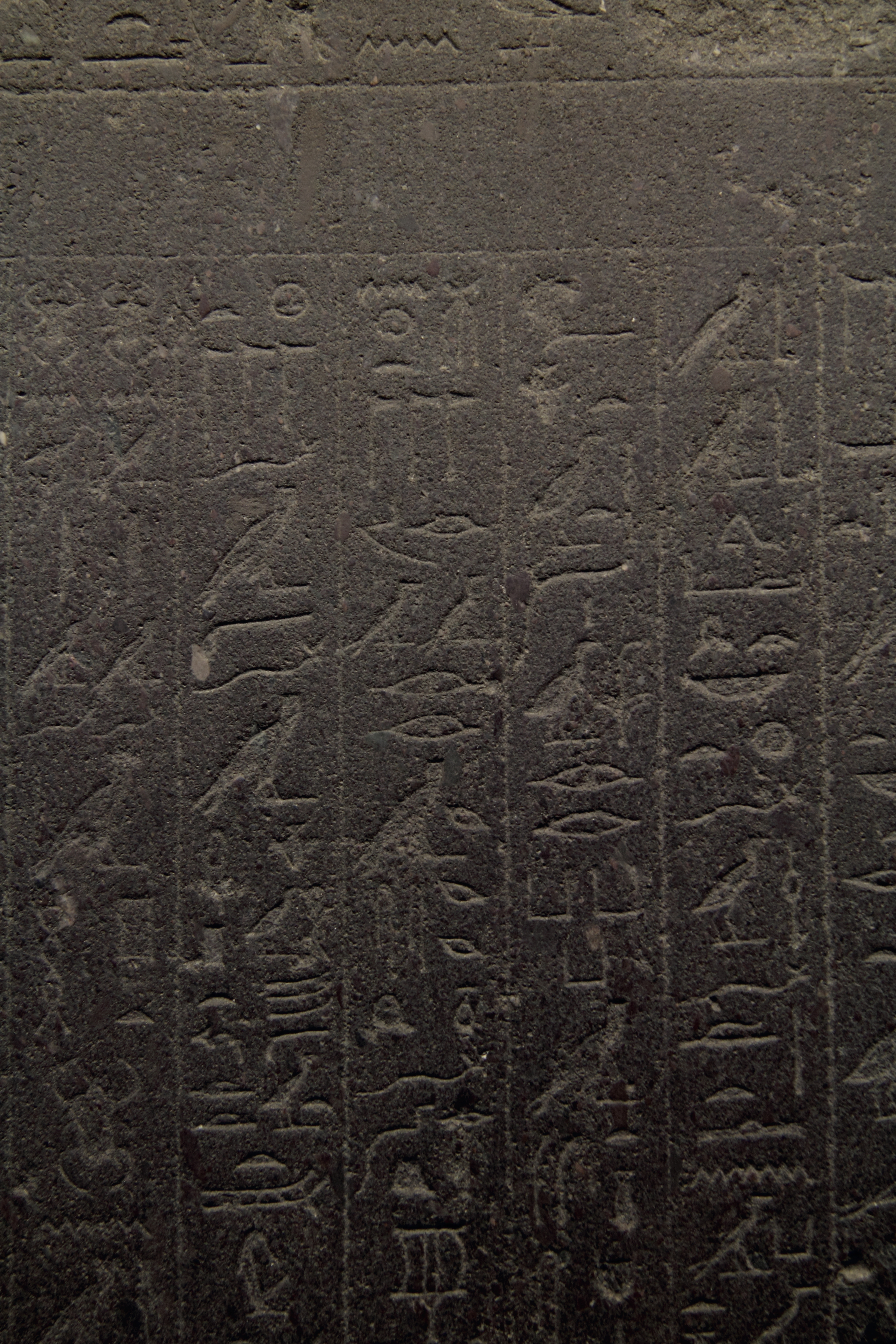
Detail der hieroglyphischen Inschrift

Das Kolophon gibt die Titulatur des Königs Schabaka an. Als Anlass der Überlieferung nennt es, dass Schabaka einen wurmzerfressenen Papyrus im Tempel seines Vaters Ptah-südlich-seiner-Mauer in Memphis fand, den er von neuem abschreiben ließ, um ihn für die Ewigkeit zu erhalten.

### Lesung von links nach rechts
Die folgende Inhaltsangabe richtet sich nach der Leserichtung von links nach rechts (retrograd), wie sie Breasted, Junker und weitere aufgefasst haben und nach der jüngsten Übersetzung nach dieser Auffassung von Carsten Peust und Heike Sternberg-el Hotabi.
Der linke Teil wird von Junker als „politische Lehre von Memphis“ tituliert. Die einleitenden Worte nennen Ptah als denjenigen, „der die bedeutsamen Namen dieser (Dinge oder Götter) erdacht hat“, Ober- und Unterägypten vereinigt hat, als nsw und bjt erschienen ist und sich selbst erzeugt hat. Atum ist es aber, der die Götterneunheit geboren hat. Er beendet den Streit zwischen den Göttern Horus und Seth, indem er Seth zum oberägyptischen und Horus zum unterägyptischen König macht. Beide sind damit zufrieden. Geb missfällt nun aber, dass Horus' und Seths Anteile gleich groß sind, da er in Horus den rechtmäßigen Erben sieht, und beantragt, dass ihm ganz Ägypten zugesprochen wird. Geb proklamiert darauf vor der Neunheit Horus zum König, der nun mit Memphis als Hauptstadt allein über ganz Ägypten regiert: „Horus erschien in Memphis, dort wo sich die beiden Länder vereinigen, als König, der die beiden Länder vereinigt.“ Anschließend wird über das Begräbnis des Osiris in Memphis berichtet und dass er dort von Isis aus dem Wasser gezogen worden ist.
Nach dem zerstörten Mittelteil wird in der rechten Hälfte, die Junker als „Götterlehre von Memphis“ bezeichnet, die Schöpfung der Welt durch Ptah geschildert. Aus unbekannten Gründen werden die acht Erscheinungsformen des Ptah aufgezählt, „die zu Herz und Zunge in der Gestalt des Atum geworden sind“. Ptah erschafft die Welt mittels der Schöpfungsprinzipien „Herz und Zunge“ (das heißt Erkenntnis und Sprache):

„Durch es (das Herz) ist Horus, und durch sie (die Zunge) ist Thot aus Ptah hervorgegangen. So entstand die Vorherrschaft von Herz und Zunge über [alle anderen] Glieder, und sie zeigt, dass er (Ptah) an der Spitze jedes Leibes und jedes Mundes aller Götter, aller Menschen, [aller] Tiere und aller Würmer steht, die leben, wobei er alles denkt und befiehlt, was er will. So wurden alle Götter geboren, und seine Götterneunheit war komplett. Und aus dem, was das Herz erdacht und die Zunge befohlen hat, sind auch alle heiligen Texte entstanden.“

Am Ende wird noch einmal der Osirismythos aufgegriffen. Horus befiehlt Isis und Nephthys Osiris aus dem Wasser zu fischen. Nach der Bergung tritt Osiris „durch die geheimen Tore in die Herrlichkeit des Herrn der Ewigkeit ein, auf den Spuren dessen, der am Horizont aufgeht, auf den Wegen des Re im Hohen Thron“. Er verbindet sich mit dem Hofstaat des Totenreiches und gesellt sich zu den Göttern des „Tatenen, des Ptah, des Herrn der Jahre“. Anschließend wird von der Bestattung des Osiris in Memphis berichtet, und dass Horus nun König von ganz Ägypten ist.

### Lesung von rechts nach links
Benedikt Rothöler entschied sich aus verschiedenen Gründen für eine Lesung von rechts nach links (nicht-prograd) und interpretierte den Ablauf der Inschrift folgendermaßen:
Nach einem einführenden Lob des Ptah wird erläutert, dass Ptahs Stadt Memphis auch der Begräbnisort des Osiris ist, die folgende Geschichte vom „aus dem Wasser ziehen“ ist die nähere Erläuterung dazu. Als die Götter und „ihre Kas“ anlässlich der Trauerfeierlichkeiten im Memphis versammelt sind, erschafft Ptah für sie die Kultbilder. Auf dieser Grundlage richtet Ptah die Welt als Kulttopographie ein: Tempel für die Kultbilder, Städte für die Tempel, Gaue zur Versorgung des Kultes etc. Ptahs Schöpfertaten werden mit denen des Atum verglichen. Als Reaktion seiner Schöpfertaten folgt zu seiner Ehre die Litanei seiner Erscheinungsformen.
Am Beginn des linken Teils wird gerade noch einmal mit etwas verändertem Wortlaut rekapituliert, wie Osiris aus dem Wasser gezogen wurde. Danach erhält er ein Grab in Memphis. An diesem Ort werden dann Horus und Seth versammelt und verbrüdert, beide sind zufrieden. Geb proklamiert Horus als Erben. Die Zuständigkeiten werden verteilt: Horus in Oberägypten und Seth in Unterägypten. Damit ist die gewünschte Endsituation erreicht, die Neunheit und die beiden Königsgötter sind zufrieden. Als Resümee wird nochmals auf die Schöpfer Atum und Ptah verwiesen, Letzterer ist als Herr von Memphis auch der eigentliche König beider Länder.

## Die Schöpfungslehre

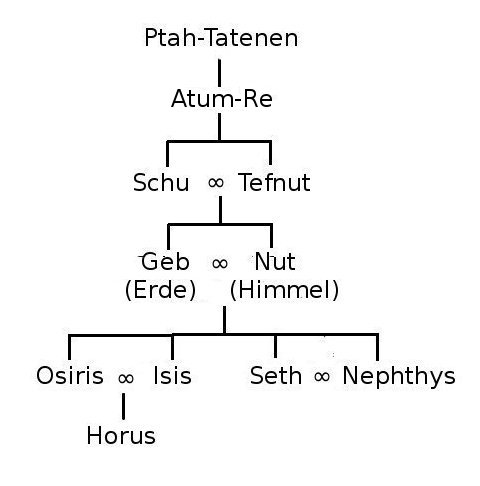
Die memphitische Theologie erweitert den Stammbaum der Neunheit von Heliopolis um den Gott Ptah-Tatenen.

Zunächst entsteht aus Ptah die Achtheit von Hermopolis, die den präexistenten Urzustand personifizieren. Damit geht Ptah sogar der Präexistenz noch voraus. Als wichtige Grundlage diente der memphitischen Schöpfungslehre die Lehre der Neunheit von Heliopolis. In dieser ältesten altägyptischen Schöpfungslehre tritt der Gott Atum als Schöpfungsgott in Erscheinung. Aus ihm heraus entstehen durch Trennung die göttlichen zwei Geschlechter Schu und Tefnut, von denen die Herrschaft von einer Göttergeneration zur nächsten übergeht, bis in der fünften Generation Horus die Herrschaft übernimmt und sich in jedem regierenden Pharao verkörpert. Die memphitische Schöpfungslehre versucht die heliopolitanische zu überbieten, indem sie diese ergänzt und den Stammbaum erweitert: Sie setzt „Ptah-Tatenen“ vor Atum als erste Schöpfer- beziehungsweise Herrschergeneration.
Ptah erschafft die Welt mittels der Prinzipien von Herz und Zunge (das heißt Erkenntnis und Sprache). Das Denkmal memphitischer Theologie ist die ausgeklügeltste altägyptische Darstellung einer Schöpfung durch das Wort. Es erinnert an den Beginn des Johannesevangeliums (1,1–18 ):
Im Anfang ([[Arché|ἀρχή]]) war das Wort (λόγος)
und das Wort war bei Gott,
und das Wort war Gott.
Im Anfang war es bei Gott.
Alles ist durch das Wort geworden
und ohne das Wort wurde nichts, was geworden ist.:
Im Unterschied zur biblischen Darstellung spielt in der memphitischen Theologie das Herz ebenfalls eine bedeutende Rolle, als planendes Element der Schöpfung, und zum anderen auch die Schrift, die Hieroglyphen, die die Form der Dinge wiedergeben, die das Herz ersinnt. Das Herz denkt sich die Dinge aus, die Zunge vokalisiert sie und die Hieroglyphenschrift bringt sie in die sichtbare Form. Ptah, der Gott der Künstler und Handwerker, ist für die Gestaltung der Dinge verantwortlich. Thot, der Gott der Zunge, und daher auch der Gott der Hieroglyphenschrift, realisiert die Gedanken des Herzens in gesprochener und geschriebener Gestalt.
M. Görg geht davon aus, dass „die Wort-Theologie der Ptah-Verehrer“ in griechisch-römischer Zeit von der memphitischen Theologie stammt, womit durchaus Berührungspunkte zum Johannesevangelium bestanden haben könnten. Insbesondere die Stadt Alexandria war Überschneidungsfeld griechischer, ägyptischer und jüdischer Traditionen. So taucht bei Philon von Alexandria ein theologisch überladener Logosbegriff auf, dieser ist jedoch mit theologischen Fragestellungen befrachtet, deren Rezeption im Urchristentum nicht belegt ist.
Die Gesamtheit der Schöpfung wird als „alle Dinge und alle Hieroglyphen“ bezeichnet. Jan Assmann sieht in dieser Zweiteilung der Schöpfung Ähnlichkeiten zur Philosophie Platons, in der zwischen einer Sphäre der Urbilder (Ideen) und einer Welt unendlich reproduzierter Abbilder unterschieden wird: „Zwischen Ding und Schriftzeichen besteht im ägyptischen „hieroglyphischen“ Denken eine ähnliche Relation wie zwischen Ding und Begriff im griechischen. Indem Ptah die Urbilder der Dinge konzipierte, erfand er zugleich mit ihnen auch die Schrift, die Thot nur aufzuzeichnen braucht, so wie er als Zunge die Gedanken des Herzens nur aussprechen muss.“
Das Zusammenwirken von Ptah, der die Dinge konzipiert und Thot, der sie aufzeichnet, weist gewisse Ähnlichkeiten mit dem Zusammenspiel von Gott und Adam im Paradies auf, wie in der Genesis beschrieben wird:

„Gott, der Herr, formte aus dem Ackerboden alle Tiere des Feldes und alle Vögel des Himmels und führte sie dem Menschen zu, um zu sehen, wie er sie benennen würde. Und wie der Mensch jedes lebendige Wesen benannte, so sollte es heißen. Der Mensch gab Namen allem Vieh, den Vögeln des Himmels und allen Tieren des Feldes.“

Adams Benennung der Dinge entspricht der Verknüpfung von Dingen und Worten, wie sie Thot vornimmt, „und da es sich um eine Schöpfung durch das Wort handelt, „lesen“ Adam und Thot den Dingen ab, was sie aussprechen bzw. niederschreiben.“

## Interpretationen
Kurt Sethe sah in der Inschrift Ähnlichkeiten mit dem „Dramatischen Ramesseumspapyrus“, den er bearbeitete. Der „Dramatische Ramesseumspapyrus“ enthält das Ritual für eine Kultzeremonie, das Sethe als Thronbesteigungsritus deutete. Die einzelnen Szenen der mythischen Handlungen werden dabei mit der Osirissage gleichgesetzt, so dass die Kulthandlung als Spiegelbild des mythischen Vorgangs erscheint.
Demnach handelt es sich beim Denkmal memphitischer Theologie ebenfalls um einen Text, der in dramatischer Form den Osiris- und Horusmythos behandelte, mehr oder weniger mit den mittelalterlichen Mysterienspielen vergleichbar. Die Wechselreden hielt er für Anweisungen für die Protagonisten der Götterrollen bei der szenischen Aufführung. Die meisten nachfolgenden Bearbeiter schlossen sich dieser Auffassung an.
Für Jan Assmann stellt das Denkmal einen Rückgriff auf die Vergangenheit dar. Dabei verherrlicht der Text die Stadt Memphis: „Offensichtlich gehört er zu dem politischen Programm der Äthiopenkönige, Memphis nicht nur architektonisch, sondern vor allem geistig und religiös wieder aufzubauen und zur Hauptstadt eines Ägypten zu machen, das sich als Wiedergeburt des Alten Reiches versteht.“
Ein Bezug zur Zeit des Schabaka liegt nahe. Vor Schabakas Zeit war das Reich in verschiedene libysche Fürstentümer geteilt. Obwohl sein Vorgänger Pije einen Feldzug nach Ägypten unternahm, war es diesem noch nicht darauf angekommen, Ägypten wiederzuvereinen. Diesen Schritt unternahm erst Schabaka. Er versuchte die klassische pharaonische Monarchie zu erneuern. Gerade die Denkmäler in der Umgebung von Memphis zeugten von den Glanzzeiten der früheren Pharaonen, daher das Bestreben, an memphitische Traditionen anzuknüpfen.
Im Mythos von Horus und Seth sieht Jan Assmann so etwas wie den Mythos der „Reichseinigung“. Die Auseinandersetzung zwischen Horus und Seth wird als Rechtsstreit ausgetragen, die Entscheidung liegt letztlich bei Geb. Insgesamt verläuft der Prozess in drei Phasen: Der Streit, die Schlichtung durch Teilung und der Frieden durch Vereinigung. Mit der Vereinigung kommt es zur Versöhnung: „Seth wird überwunden, aber nicht ausgegrenzt, sondern integriert.“ Bei der Thronbesteigung wird die Vereinigung jedes Mal aufs Neue rituell durchgeführt. Damit greift der Text auf einen sehr alten Mythos zurück, der von der Wende Ägyptens zur politischen Einheit erzählt.

„Der Text lässt sich sehr gut als mythische Figuration einer geschichtlichen Situation verstehen, in der eine Periode zweier rivalisierender Teilreiche durch die Stiftung einer umgreifenden Einheit beendet wird, in der sich die eine Partei als siegreich erwiesen hat, aber großer Wert darauf gelegt wird, die unterlegene Partei zu integrieren. Horus steht natürlich für das Horuskönigtum von Hierakonpolis und Seth für das Königtum von Naqada. Naqada/Ombos ist ja die Heimat dieses Gottes, er ist dort seit Urzeiten zu Hause.“